# Albert Sidney Johnston
Albert Sidney Johnston (Washington, Kentucky, 2 februari 1803 - Slag bij Shiloh, 6 april 1862) was beroepsofficier in het Amerikaanse leger en een generaal in het leger van de Geconfedereerde Staten van Amerika tijdens de Amerikaanse Burgeroorlog. Hij werd door de Zuidelijke president Jefferson Davis beschouwd als de beste generaal in de Confederatie. Hij sneuvelde echter al vroeg in de oorlog tijdens de Slag bij Shiloh.
Johnston was geen familie van generaal Joseph E. Johnston.

## Voor de oorlog
Albert Sidney Johnston werd geboren op 2 februari 1803 in Washington, Kentucky. Hij was de jongste zoon van Dr. John Johnston en Abigail Harris Johnston. Zijn grootvader was Edward Harris, een veteraan uit de  Amerikaanse Onafhankelijkheidsoorlog. Hoewel hij geboren werd in Kentucky bracht hij het meeste van zijn jonge leven door in Texas, dat hij dan ook als zijn thuis beschouwde.   Hij studeerde aan  de Transylvania University in Lexington, Kentucky waar hij Jefferson Davis leerde kennen. Johnston werd aangeduid om naar de United States Military Academy in  West Point te gaan studeren.  In 1826  studeerde hij af als achtste van zijn lichting en kreeg de graad van tweede luitenant in de 2nd U.S. Infantry.

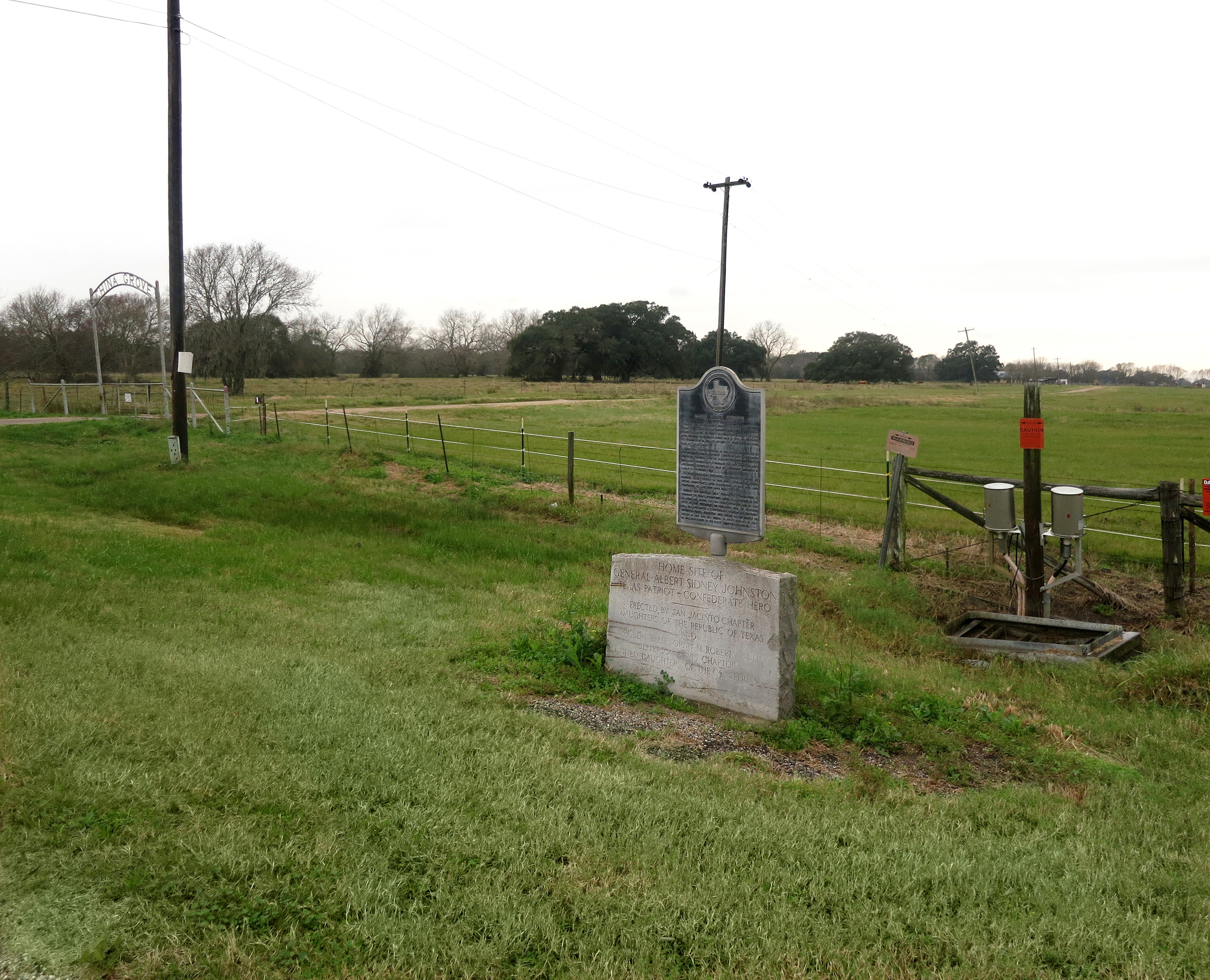
China Grove Plantation, Johnstons huis in Texas

Hij deed dienst in New York en Missouri. In 1827 maakte hij deel uit van een expeditie die Red Bird, een stamhoofd van de Winnebago moest gevangen nemen.  Hij nam deel aan de Black Hawk oorlog in 1832 als stafchef van Brigadegeneraal Henry Atkinson.
In 1829 huwde hij Henrietta Preston. Ze was de zus van William Preston een politicus en toekomstige brigadegeneraal in het Zuidelijke leger. Ze kregen samen drie kinderen waarvan twee de volwassen leeftijd zouden bereiken. Hun zoon, William Preston Johnston, werd later kolonel in het Zuidelijke leger.   In 1834 nam hij ontslag uit het leger en trok naar Kentucky om voor zijn zieke vrouw te zorgen. Ze zou twee later overlijden aan de gevolgen van tuberculose.

## Texas
In 1836  trok Johnston naar Texas en nam dienst als soldaat in het leger van Texas tijdens de Texaanse Onafhankelijkheidsoorlog tegen Mexico. Op 5 augustus 1836 werd hij benoemd tot kolonel en adjudant-generaal van Texas. Op 31 januari 1837 werd hij gepromoveerd tot brigadegeneraal en bevelhebber van het Texaanse leger.
Op 5 februari 1837 duelleerde hij met brigadegeneraal Felix Huston over het bevel van het Texaanse leger. Huston was tot  Johnstons benoeming waarnemend bevelhebber van het leger geweest. Johnston raakte gewond  aan zijn heup en moest zijn commando opgeven tijdens zijn herstelperiode.  De tweede president van de Texaanse Republiek, Mirabeau B. Lamar, duidde Johnston hierna aan als minister van oorlog op 2 december 1838. Johnston moest op de verdediging van de grenzen van Texas en Mexico toezien tijdens de Mexicaanse invasie. In 1839 voerde hij persoonlijk het bevel over een veldtocht tegen de indianen in Noord-Texas tijdens de Cherokee Oorlog. In februari 1840 nam hij ontslag en keerde terug naar Kentucky  waar hij in 1843 met Eliza Griffin huwde. Ze was een nicht  van zijn eerste vrouw. Het koppel keerde terug naar Texas en vestigden ze zich op een grote plantage, China Grove, in Brazoria County. 

## Mexicaans-Amerikaanse oorlog
Toen de Verenigde Staten van Amerika in mei 1846 de oorlog verklaarde aan Mexico reed Johnston 600 km van zijn huis in Galveston naar Port Isabel om als vrijwilliger dienst te nemen in het leger die onder leiding stond van Generaal Zachary Taylor. Johnston werd verkozen tot kolonel van de 1st Texas Rifle Volunteers. De diensttermijn van de vrijwilligers eindigde net voor de Slag om Monterrey en Johnston slaagde erin enkele onder hen ervan te overtuigen te blijven en samen met hem te vechten. Hij werd ook benoemd tot hoofdinspecteur van de vrijwilligersdivisie onder leiding van brigadegeneraal William O. Butler. Hij vocht mee in Monterrey. Tijdens deze slag raakte Butler gewond en nam Johnston zijn plaats in als bevelhebber van de divisie.   Hij nam ontslag uit het leger in oktober 1846 omdat hij zijn vrouw had beloofd dat hij slechts zes maanden dienst zou nemen. Na de oorlog keerde hij terug naar zijn plantage tot hij door President Zachary Taylor als majoor in het Amerikaanse leger werd benoemd en aangeduid werd als kwartiermeester voor het Departement of Texas in december 1849. 
Na vijf jaar als kwartiermeester werd hij 1855 door President Franklin Pierce bevorderd tot kolonel van de 2nd U.S. Cavalry, een nieuwe regiment dat hij volledig organiseerde. Naast de nieuwe luitenant-kolonel in dit regiment, Robert E. Lee, deden ook de majoors William Hardee en George H. Thomas dienst in dit regiment. Andere officieren waren Earl Van Dorn, Edmund Kirby Smith, Nathan G. Evans, Innis N. Palmer, George Stoneman, John B. Hood en Charles W. Field, allemaal toekomstige generaals tijdens de Amerikaanse Burgeroorlog.
Op 31 maart 1856 kreeg Johnston het tijdelijke bevel over het Departement of Texas. Hij voerde agressieve aanvallen uit op de Comanche. Een jaar later werd brigadegeneraal David E. Twiggs benoemd tot bevelhebber van het departement en keerde Johnston terug naar zijn regiment. 

## Utah oorlog

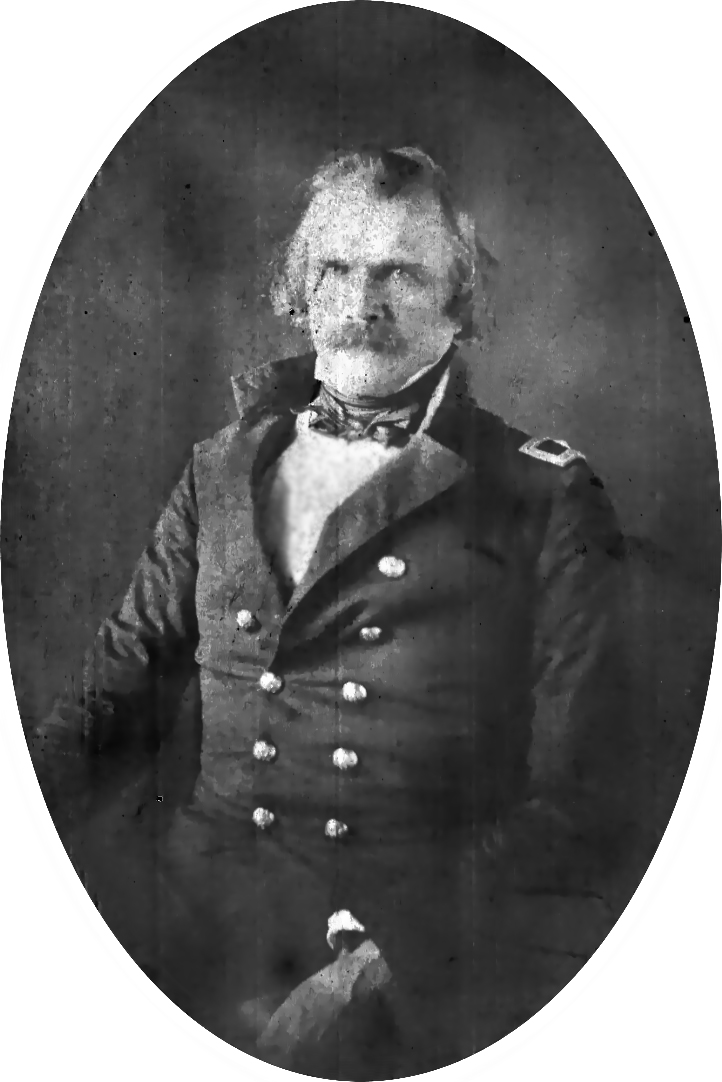
Johnston als bevelhebber van het Department of Utah. Een foto genomen door Samuel C. Mills in Camp Floyd, Utah Territory, winter van 1858–59

In november 1857 werd Johnston aangesteld als bevelhebber van de U.S. strijdkrachten die de opstand van de Mormonen diende neer te slaan in de Utah Oorlog. Zijn doel was om opnieuw de controle te krijgen over de Utah Territory en  Alfred Cumming te installeren als nieuwe gouverneur. Johnston verving brigadegeneraal William S. Harney toen het leger al op weg was naar Utah. Hij reisde zijn soldaten achterna en sloot zich al snel bij hen aan. Johnstons adjudant generaal, majoor Fitz John Porter, schreef:"Door zijn gedegen ervaring en een reputatie van energiek en moedig leiderschap, zorgde zijn aanwezigheid onmiddellijk voor een boost in het moreel van de troepen." Johnston werkte onafgebroken om in de volgende maanden de gevechtskracht van zijn leger te verbeteren.
Toen Johnston en zijn eenheden het nieuws ontvingen over de Mountain Meadows Massacre zinden ze op wraak tegen de Mormonen. Toch werd een vreedzame oplossing gevonden. Eind juni 1858 marcheerden de soldaten door Salt Lake City, de belangrijkste stad van de Mormonen, om 75 km verderop Camp Floyd op te richten. In een verslag naar het minister van oorlog vermeldde Johnston de "erge misdaden die werden begaan door de Mormoonse kolonisten." Desondanks kon Johnstons leger de Utah Territory zonder bloedvergieten bezetten. De opperbevelhebber van het leger, generaal-majoor Winfield Scott, was zeer opgetogen met Johnstons prestatie en droeg hem voor om bevorderd te worden tot gebrevetteerd brigadegeneraal. Dit werd officieel bevestigd door de Amerikaanse senaat op 24 maart 1858.
Eind februari 1860 werd Johnston teruggeroepen naar Washington D.C. om nieuwe orders te ontvangen. Hij verbleef in Kentucky tot 21 december 1861, voor hij naar Californië vertrok om het bevel over het Department of the Pacific op zich te nemen.

## De Amerikaanse Burgeroorlog

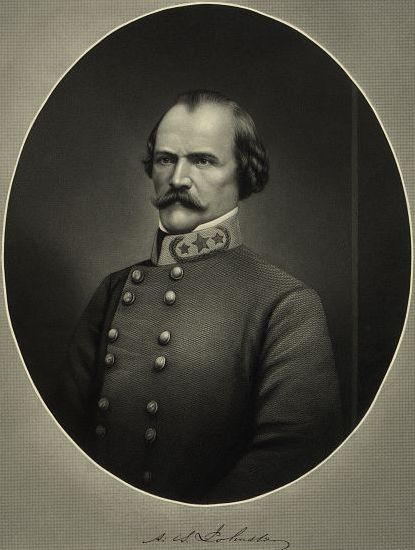
Albert S. Johnston in het uniform van een generaal in het Confederate States Army

Toen de Amerikaanse Burgeroorlog uitbrak, voerde Johnston nog steeds het bevel over het Department of the Pacific.  Zoals zoveel officieren uit de Zuidelijke staten was hij gekant tegen de secessie van zijn thuisstaat. Toen het nieuws hem bereikte dat verschillende Zuidelijke staten zich toch onafhankelijk hadden verklaard, nam Johnston ontslag uit het leger. Het ministerie van oorlog bevestigde dit op 6 mei 1861.  Op 28 april verhuisde hij naar Los Angeles en trokken hij en zijn gezin in bij zijn schoonbroer, dr. John Griffin. Zijn zesde kind werd daar geboren. Op 27 mei nam hij dienst in de Los Angeles Mounted Rifles (een pro-Zuidelijke militie) met de rang van soldaat. Ze trokken door de woestijn en kwamen op 4 juli 1861 aan in Texas. Deze eenheid stond onder leiding van Alonzo Ridley die aan zijn zijde zou blijven tot zijn dood in Shiloh. 
Bij de aanvang van het conflict besliste president Jefferson Davis en zijn kabinet dat er geen centimeter grondgebied van de Zuidelijke Staten zou opgeofferd worden. Daarom werden er in alle grensgebieden en langs alle kusten militaire eenheden gestationeerd. In de zomer van 1861 benoemde Davis verschillende generaals om deze eenheden aan te voeren. Johnston, nu 58, was oud naar militaire standaard om een actieve rol te spelen. Hij bood zijn diensten en hoopte op een aanstelling.

### Bevelhebber aan het westelijke front
Uiteindelijke kreeg Johnston op 10 september 1861 het bevel over alle Zuidelijke gebieden ten westen van het Alleghenygebergte uitgezonderd de kustregio’s. Hij werd opperbevelhebber van alle Zuidelijke militaire eenheden in het Western Military Departement. Dankzij zijn goede vriend, president Jefferson Davis kreeg hij de rang van generaal. Dit werd bevestigd door de senaat op 31 augustus 1861 met terugwerkende kracht vanaf 30 mei 1861. Na generaal Samuel Cooper was Johnston de hoogste in rang in het Confederate States Army. Na zijn benoeming reisde hij onmiddellijk af naar zijn het westen. Hij kreeg de bevoegdheid om aan de gouverneurs van Arkansas, Tennessee en Mississippi nieuwe troepen te vragen. Door politieke spelletjes verliep het rekruteren in Mississippi moeilijker. Op 3 september 1861 stuurde Johnston brigadegeneraal Felix Zollicoffer met 4.000 soldaten naar de Cumberland Gap om te verhinderen dat Noordelijke eenheden zouden oprukken naar oostelijke Tennessee vanuit Kentucky. Kentucky had zijn neutraliteit opgegeven en voor de Noordelijken gekozen toen de Zuidelijke generaal Leonidas Polk de staat was binnengetrokken. Twee weken later, op 18 september, stuurde Johnston brigadegeneraal Simon Bolivar Buckner met nog eens 4.000 soldaten naar Bowling Green, Kentucky om de spoorweg daar in handen te krijgen.
Johnston had minder dan 40.000 soldaten die verspreid waren over Kentucky, Tennessee, Arkansas en Missouri. Een kwart stond onder leiding van generaal-majoor Sterling Price. Hoewel Johnston weinig nieuwe rekruteren kreeg na zijn vraag bij de lokale gouverneurs was dit niet zijn grootste probleem. Hij had een chronisch gebrek aan wapens, munitie en andere voorraden. Terwijl de Zuidelijke regering zich vooral concentreerde op het oostelijke front, kreeg Johnston slechts een minimum aan voorraden en sporadisch versterkingen. Toch kon hij gedurende enkele maanden de vijand zand in de ogen strooien door het uitvoeren van raids en een reeks  van andere maatregelen waardoor de Noordelijken dachten dat hij een veel groter leger had dan in werkelijkheid het geval was. Door deze aanpak werd de Noordelijke bevelhebber, brigadegeneraal William T. Sherman, tot het uiterste gedreven en kreeg hij een zenuwinzinking. Op 9 november werd hij vervangen door brigadegeneraal Don Carlos Buell. Sherman zou in zijn memoires dit verhaal tegenspreken.

### Slag bij Mill Springs
Oostelijk Tennessee was een gebied met veel aanhangers van de Unie. Deze regio werd bezet door twee brigadegeneraals die benoemd waren door de Zuidelijke president. Felix Zollicoffer was een dappere, maar onervaren officier en generaal-majoor George B. Crittenden was een voormalige officier van het U.S. Army  met een alcoholprobleem. Terwijl Crittenden voor overleg in de Zuidelijke hoofdstad Richmond was, stuurde Zollicoffer zijn soldaten naar de noordelijke oever van de Cumberland nabij Mill Springs in Kentucky. Door zijn onervarenheid zag Zollicoffer niet in dat hij een zeer ongunstige stelling had ingenomen. Hij had de rivier in zijn rug zonder de mogelijkheid om zijn eenheden snel te evacueren indien nodig. Toen hij het bevel kreeg van Crittenden, die met spoed was teruggekeerd uit de hoofdstad, om terug te keren; kon Zollicoffer daar geen gehoor aan geven. Zollicoffer meldde de aanwezigheid van Noordelijke eenheden onder leiding van brigadegeneraal George H. Thomas en kon zich onmogelijk terugtrekken. Thomas had zijn strijdmacht gesplitst en Crittenden probeerde hier voordeel uit te halen door een van de twee Noordelijke colonnes aan te vallen voor ze zich opnieuw konden aaneensluiten. Tijdens de daaropvolgende Slag bij Mill Springs op 19 januari 1862 vielen de Zuidelijken na een nachtelijke mars in de regen de Noordelijke stellingen aan. Initieel boekten ze succes  tot Zollicoffer sneuvelde en de Zuidelijke linie brak na een vijandelijke bajonetaanval. De Zuidelijken verloren 533 slachtoffers en veel van hun wapens en munitie die ze in hun vlucht hadden achtergelaten.  De overgebleven eenheden werden verdeeld over andere brigades en Crittenden werd voor de krijgsraad gedaagd.
Na de nederlaag bij Mill Spring stuurde president Davis een brigade en enkele regimenten naar Johnston om het verlies enigszins te compenseren. Generaal P.G.T. Beauregard werd aangesteld als onderbevelhebber bij Johnston. Zijn opdracht was om extra soldaten te rekruteren en om Johnston in de gaten te houden.

### Fort Henry, Fort Donelson en Nashville
Bij het begin van de oorlog werd er gerekend op de neutraliteit van Kentucky waarbij de noordelijke toegang naar Tennessee veilig was. Daarom had de staat eenheden naar Virginia gestuurd en defensieve stellingen ingenomen in de Mississippivallei. Door het ondoordachte optreden van Leonidas Polk had Kentucky zich aan de Noordelijke zijde geschaard en was de oorspronkelijke opzet van Tennessee tegen september 1861 niet meer geldig. Nog voor Johnston aangesteld werd, werden er twee forten gebouwd om de Tennessee en de Cumberland te beschermen tegen een Noordelijke opmars. Beide forten lagen in Tennessee om de toenmalige neutraliteit van Kentucky te respecteren. Hun locatie was echter verre van ideaal.  Fort Henry lag langs de Tennessee op een plaats die omringd was door hoger liggende heuvels. Fort Donelson, langs de Cumberland, was op een betere locatie gebouwd, maar was kwetsbaar aan de landzijde en had te weinig zware artillerie om zich te verdedigen tegen kanonneerboten.
Toen generaal-majoor Polk het bevel op zich nam van de forten negeerde hij deze problematiek. Toen Johnston ingenieur luitenant Joseph K. Dixon stuurde om de forten te inspecteren, weigerde Polk zijn medewerking. Na een boze brief werd de luitenant alsnog toegelaten. Dixon stelde voor om de forten te behouden en zelfs te versterken, hoewel hij bevestigde dat de locaties verre van ideaal waren. Er was al te veel werk in gestoken en de Zuidelijken hadden waarschijnlijk niet genoeg tijd om nieuwe forten te bouwen. Johnston volgde de aanbeveling van Dixon. Johnston wou majoor Alexander P. Stewart als bevelhebber van de forten aanstellen maar hij werd teruggefloten door de president die liever brigadegeneraal Lloyd Tilghman in deze functie zag.
Om te voorkomen dat Polk zijn strijdmacht te veel versplinterde, stuurde Johnston 5.000 soldaten onder leiding van brigadegeneraal Gideon Johnson Pillow naar Fort Donelson. Pillow nam stellingen in bij Clarksville en zou pas op 7 februari 1862 naar het fort trekken. Uit rapporten van 14 januari 1862 bleek de Noordelijke aanwezigheid rond Fort Henry. Johnston gaf een rechtstreeks bevel aan Tilghman om het terrein tegenover het fort te versterken, iets wat Polk had nagelaten te doen. Tilghman kon deze bevelen niet volledig uitvoeren. Er werd begonnen met constructie van een kleiner fort aan de ander kant van de rivier, maar Fort Heiman zou te zwak blijken om de Noordelijk aanval te weerstaan.
Generaal Beauregard arriveerde op 4 februari 1862 in Bowling Green waar het hoofdkwartier van Johnston was gevestigd. Hij kreeg het bevel over Polks strijdkrachten die aan de linkerflank van Johnstons stellingen lag bij Columbus, Kentucky. Na overleg met Johnston nam Beauregard het commando op zich en gaf de strijdmacht op 5 maart 1862 een nieuwe naam, namelijk het Army of the Mississippi. Indien de forten zouden vallen, zouden de Zuidelijken zich moeten terugtrekken of het risico lopen dat ze omsingeld zouden worden. Op 6 februari 1862 reduceerden Noordelijken kanonneerboten als snel Fort Henry tot puin waarbij de Zuidelijken 21 soldaten verloren. Brigadegeneraal Tilghman capituleerde nog voor de infanterie onder leiding van generaal-majoor Ulysses S. Grant hun stellingen hadden ingenomen. Johnston wist dat als Fort Donelson viel zijn leger in de val zat. Daarom trok hij op 11 februari 1862 zijn strijdmacht terug naar Nashville, de hoofdstad van Tennessee en een belangrijk industrieel centrum.
Johnston stuurde ook 12.000 soldaten extra naar Fort Donelson, waaronder ook die van Floyd en Pillow. Indien het fort niet kon behouden worden, dienden ze hun troepen terug te trekken. Door de aarzelingen en verkeerde beslissingen van  Gideon Johnson Pillow en John B. Floyd werd op 16 februari de witte vlag gehesen boven het fort. Floyd en Pillow waren gevlucht voor de overgave en kolonel Nathan Bedford Forrest ontsnapte met 700 cavaleristen. De Zuidelijken verloren 1.500 doden en gewonden en 12.000 tot 14.000 soldaten werden krijgsgevangen gemaakt. De Noordelijken hadden 500 gesneuvelden, 2.108 gewonden en 224 vermisten te betreuren. Op 25 februari 1862 viel ook Nashville in Noordelijke handen. Johnston kon zijn troepen op tijd evacueren.

### Corinth
Na de val van de forten Henry en Donelson zat Johnston in een moeilijk parket. Hij had slecht 17.000 soldaten over om het op te nemen tegen een Noordelijke overmacht. Hij trok zich terug via Nashville naar het noorden van Alabama. Samen met Beauregard probeerde Johnston de overgebleven eenheden te verzamelen bij Corinth, Mississippi. Door verkeerde informatie aarzelden de Noordelijken te veel en kon Johnston met zijn soldaten Corinth bereiken. Johnston probeerde zoveel mogelijk versterkingen bij elkaar te krijgen. Een deel van Polks soldaten werd weg gehaald bij Island No. 10 en 10.000 manschappen onder leiding van Braxton Bragg werden uit Mobile overgebracht.
Samen met de 17.000 soldaten van Johnston was het Zuidelijke leger aangegroeid tot meer dan 40.000 soldaten. Op 29 maart 1862 nam Johnston het bevel op zich van alle troepen bij Corinth. Het leger werd het Army of the Mississippi genoemd, de naam die Beauregard reeds had gebruikt op 5 maart voor de eenheden die onder zijn rechtstreeks bevel stonden.
Johnstons enige hoop was om de twee Noordelijke legers afzonderlijk te verslaan. Indien Grant aansluiting vond bij Buell dan zou dit zware gevolgen kunnen hebben voor de Zuidelijke aanwezigheid in de regio. Johnston zette op 3 april zijn leger in beweging om Grant te verslaan door een verrassingsaanval. Het was geen gemakkelijke opdracht. Het leger was een samenraapsel van verschillende eenheden waarvan veel soldaten nog nooit een schot hadden gelost in een gevechtssituatie. Ook de zwakke discipline en communicatieproblemen zorgden ervoor dat de opmars vertraging opliep. Hoewel Beauregard de aanval te vroeg vond, zette Johnston door. Tegen de avond van 5 april 1862 stond het Zuidelijke leger op een drie kilometer van Grants kampplaats aan de Pitsburgh Landing klaar voor de aanval.

### Slag bij Shiloh
Johnston lanceerde een verrassingsaanval op 6 april 1862 tijdens de Slag bij Shiloh.   Terwijl het zuidelijke leger de kampen van het Noordelijke leger overrompelde, leek het alsof Johnston overal aanwezig was, voortdurend bevelen gevend en zijn manschappen aansturend.

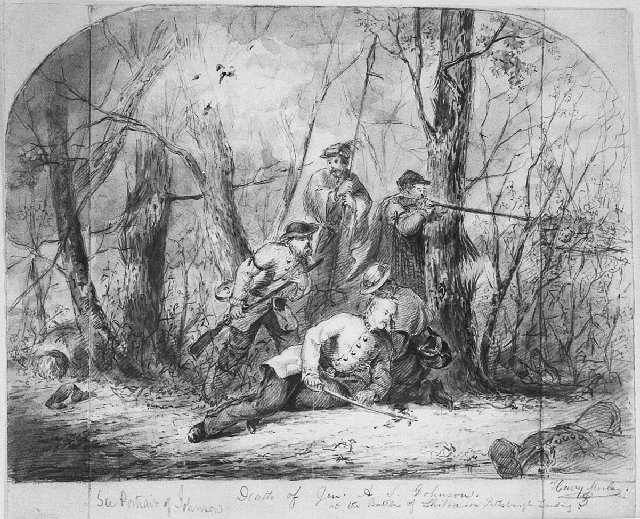
De dood van generaal Johnston naar een tekening van Henry Mosler

Omstreeks 14:30 uur werd hij tijdens een charge bij "Peach Orchard" geraakt aan de rechterknie. Hij dacht niet ernstig gewond te zijn en stuurde zijn persoonlijke arts naar enkele gewonde Noordelijke soldaten. De kogel had echter de hoofdader doorboord en in een mum van tijd vulde zijn laars zich met bloed.   Enkele minuten later werd Johnston door zijn mannen afgevoerd. Zijn aide-de-camp Harris liet een dokter halen maar vergat om tourniquet aan te brengen om het bloeden te stoppen. Voor de dokter ter plaatse was bloedde Johnston dood.

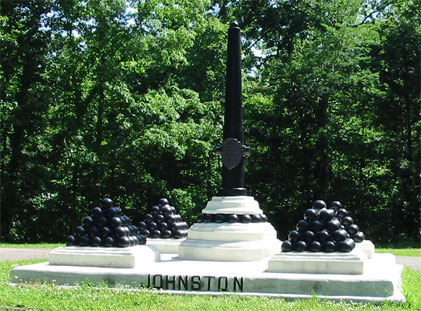
Monument voor Johnston in het Shiloh National Military Park

Harris en enkele andere officieren wikkelden zijn lichaam in een laken zodat de soldaten hun dode generaal niet zouden opmerken. Hij werd samen met zijn paard, vuurvreter, naar het veldhoofdkwartier gebracht waar zijn lichaam voor de rest van de veldslag in zijn tent werd gelegd. Beauregard nam het bevel van het Zuidelijke leger op zich. Hij zette de aanval op de Noordelijken verder tot ze teruggedrongen werden in een korte defensieve linie bij de Tennessee. Rond 19.00 uur werd de laatste aanval opgeschort wegens de invallende duisternis. Beauregard hoopte de klus de volgende ochtend te klaren. Grant had echter in de loop van de avond en nacht 20.000 soldaten extra ontvangen van Don Carlos Buells Army of the Ohio. Met hernieuwde moed voerden de Noordelijken de volgende dag een tegenaanval uit. Het vermoeide Zuidelijke leger zette het na twee lange dagen van strijd op een lopen. Terwijl de Zuidelijken zich terugtrokken naar Corinth werd het lichaam van Johnston naar het huis van kolonel William Inge gebracht. Het lichaam werd daar opgebaard en de vlag van de Geconfedereerde Staten van Amerika werd erover gedrapeerd. 
Johnston was de hoogste in rang die sneuvelde tijdens het conflict. Zijn dood was een zware slag voor het moreel van het Zuiden want men beschouwde hem als de beste generaal van het Zuidelijke leger; dit was twee maanden voor Robert E. Lee op het voorplan trad.

## Epiloog

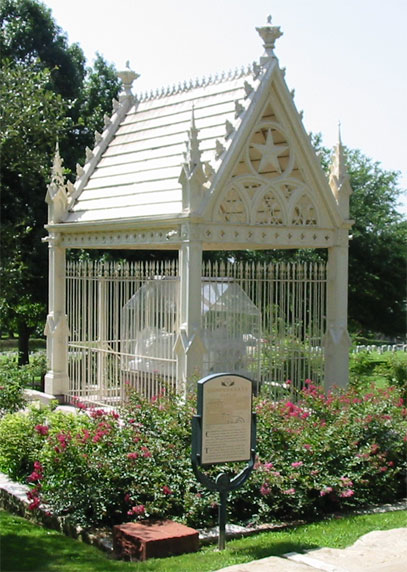
Johnston's graf op de Texas State Cemetery in Austin.

Johnston werd begraven in New Orleans, Louisiana. In 1866 werd door de Texaanse Administratie een resolutie goedgekeurd om zijn lichaam naar Texas over te brengen. In 1867 werd zijn stoffelijk overschot overgebracht naar Texas State Cemetery in Austin. Veertig jaar later werd Elisabet Ney verzocht om een monument te zijner ere te ontwerpen.

## Militaire loopbaan
- Brevet Second Lieutenant (USA): 1826
- First Lieutenant (USA):
- Captain (USA):
- Major (USA):
- Ontslag genomen USA: 1834
- Private Texaanse leger: 1836[85]
- Major Texaanse leger:
- Colonel: 5 augustus 1836
- Brigadier General opperbevelhebber van het Texaanse leger: 31 januari 1837[85]
- Ontslag genomen Texaans leger: februari 1840
- Major (USA) betaalmeester: december 1849[86]
- Colonel (USA): 1855[86]
- Brevet Brigadier General (USA): 1857[86]
- Ontslag genomen USA: 6 mei 1861 (effectief 3 mei)[86]
- General: 30 augustus 1861 (gedateerd vanaf 30 mei 1861)[2]